# Muséum Senckenberg
Pour les articles homonymes, voir Senckenberg.
 (novembre 2010).
Si vous disposez d'ouvrages ou d'articles de référence ou si vous connaissez des sites web de qualité traitant du thème abordé ici, merci de compléter l'article en donnant les références utiles à sa vérifiabilité et en les liant à la section « Notes et références ».
Le muséum Senckenberg (ou Naturmuseum Senckenberg) de Francfort-sur-le-Main est le deuxième plus grand musée d'histoire naturelle d'Allemagne. Ses vastes collections de squelettes de dinosaures sont particulièrement attractives pour les enfants : le muséum Senckenberg présente la plus vaste collection de grands dinosaures d'Europe. L'un de ses joyaux est la préservation d'un fossile avec sa peau. Il présente également la plus grande et la plus riche collection d'oiseaux avec environ 1 000 spécimens. En 2010, le muséum a accueilli 517 000 visiteurs.

## Historique
Le bâtiment abritant le musée Senckenberg a été construit entre 1904 et 1907 à l'extérieur du centre de Francfort, dans le même quartier que l'université Johann Wolfgang Goethe, fondée en 1914. Le musée appartient à la Senckenberg Nature Research Society, qui l'exploite et en est propriétaire. Il a été fondé par Johann Christian Senckenberg. Le muséum est la propriété de la Senckenbergische Naturforschende Gesellschaft, une société savante d'histoire naturelle qui célèbre le souvenir de Johann Christian Senckenberg (1707-1772).
Le musée a été frappé par une bombe en 1944. Une partie des collections a été déplacée au château de Hirschhorn sur le Neckar et finalement restitué au musée  à partir du 8 juin 1948 sous l'impulsion du gouvernement militaire américain à Wiesbaden, Département des Beaux-Arts et des Monuments.
Les figures représentées sur la façade au-dessus de l'entrée principale sont empruntées à la mythologie grecque et romaine.

## Directeurs
- 1907–1909: Fritz Römer (de)
- 1909–1934: Otto zur Strassen (de)
- 1934–1946: Rudolf Richter (de)
- 1946–1959: Robert Mertens
- 1961–1978: Wilhelm Schäfer (de)
- 1980–1995: Willi Ziegler
- 1995–2005: Fritz F. Steininger (de)
- depuis 2005: Volker Mosbrugger

## Collections
Les visiteurs sont accueillis par de grandes maquettes de dinosaures installées aux abords du muséum. À l'intérieur, des traces de pattes de Titanosaurus, ont été reproduites sur les sols et conduisent à son impressionnant squelette installé dans le patio.
La première grande salle expose 18 squelettes de dinosaures ce qui en fait la plus importante d'Allemagne. Le plus grand squelette est un Diplodocus de 18 mètres de long provenant de la carrière Bone Cabin du Wyoming (USA). Ce squelette a été assemblé à partir de pièces originales, à l'exception du crâne. Il fut le premier dinosaure exposé offert par l'American Museum of Natural History à l'occasion de l'inauguration de l'actuel bâtiment du musée en 1907.
La mascotte et emblème du musée est le Triceratops prorsus. Les deux crânes de Triceratops prorsus sont des pièces originales rares qui ont été découvertes en 1910 par Sternberg dans les strates de la formation de Laramie du Wyoming et mises en vente. La même année, O. Braunfels a rendu possible l'acquisition des deux crânes pour le musée Senckenberg par un don de 5.000 marks d'or. Après trois ans de préparation et d'assemblage, le crâne complet a été exposé comme le "premier sur le continent européen".
Le moulage d’un squelette réalisé à partir de quatre individus, dont l’original est au l'American Museum of Natural History à New York / USA. Ils ont été achetés en 1982 et réinstallés en 2003 selon les connaissances les plus récentes (Original à l'American Museum of Natural History à New York / USA).
La momie pétrifiée d'un Edmontosaurus annectens, est également un fossile original découvert en position anatomique en 1921 par le professeur Kräusel. Il conserve les traces de son dernier repas qui se composait d'aiguilles d'un arbre commun du Crétacé, de nombreuses petites graines et de nombreux fruits, ainsi que des restes de rameaux de conifères et d'arbres à feuilles caduques. C'est un  cadeau de Arthur von Weinberg (11 août 1860 à Francfort-sur-le-Main – 20 mars 1943 dans le ghetto de Theresienstadt), un industriel et chimiste allemand.
Enfin autre fossile original, celui de Plateosaurus engelhardti découvert à Halberstadt.

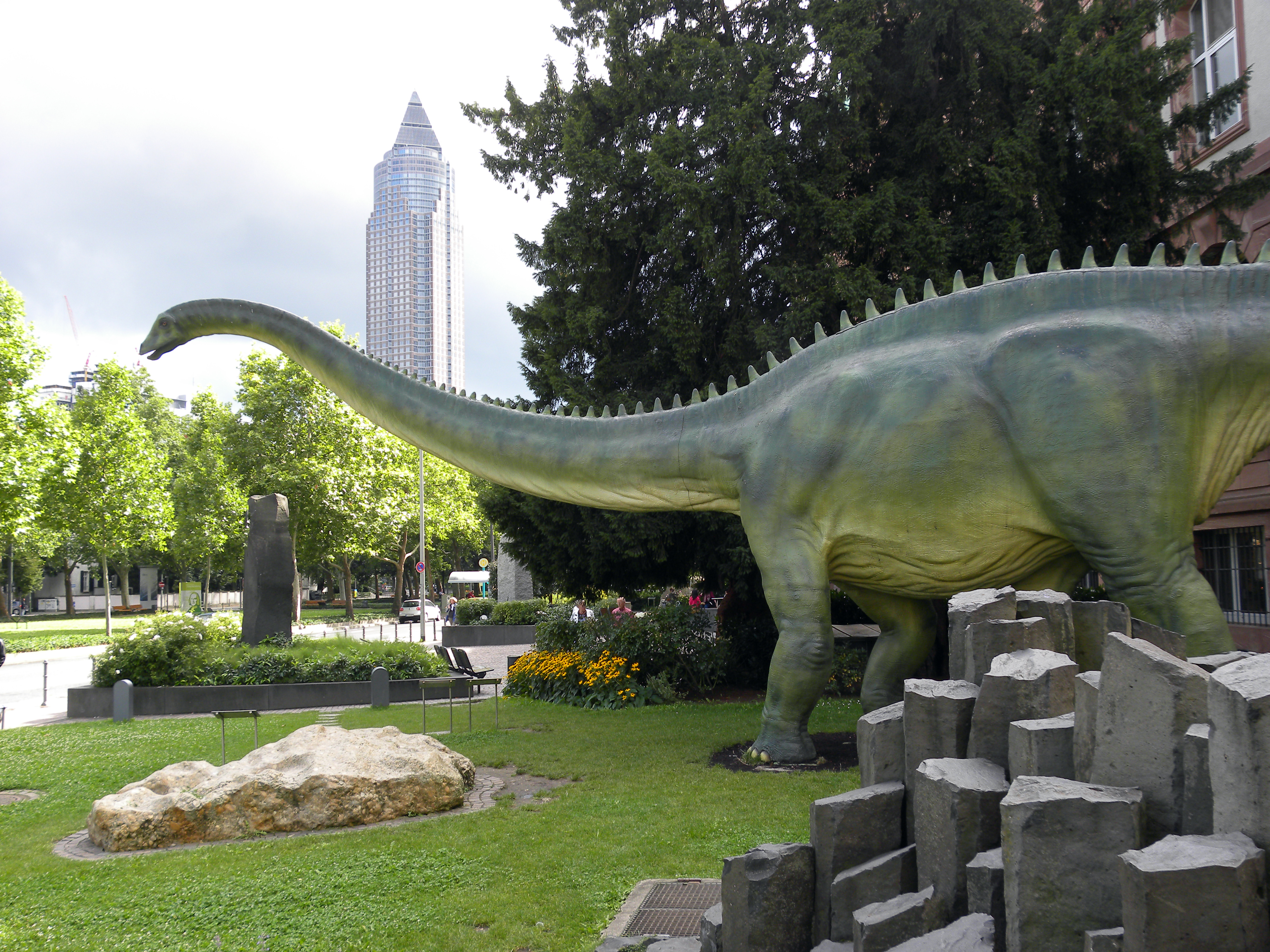
Réplique d'un Diplodocus longus devant le muséum.
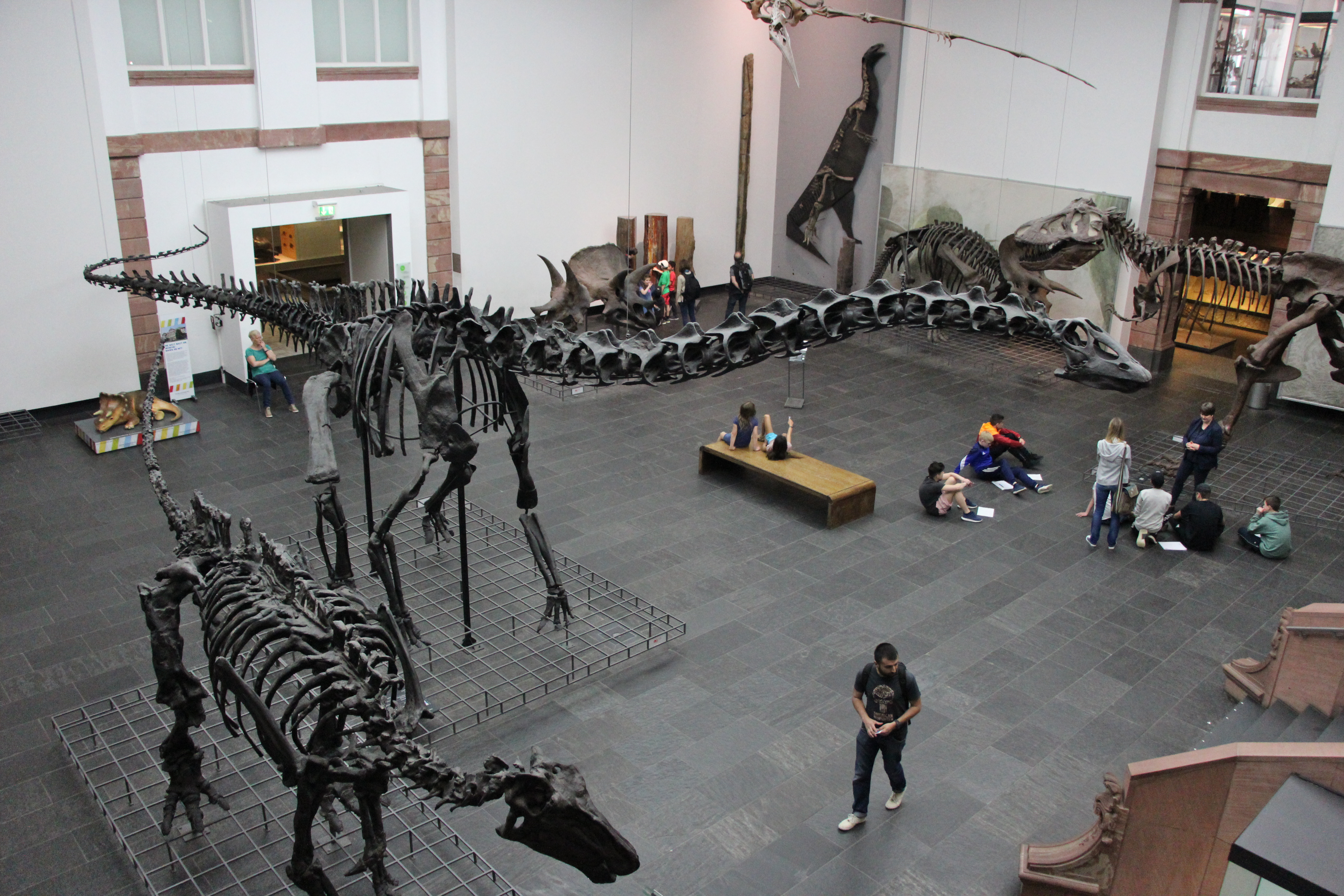
Salle des dinosaures.
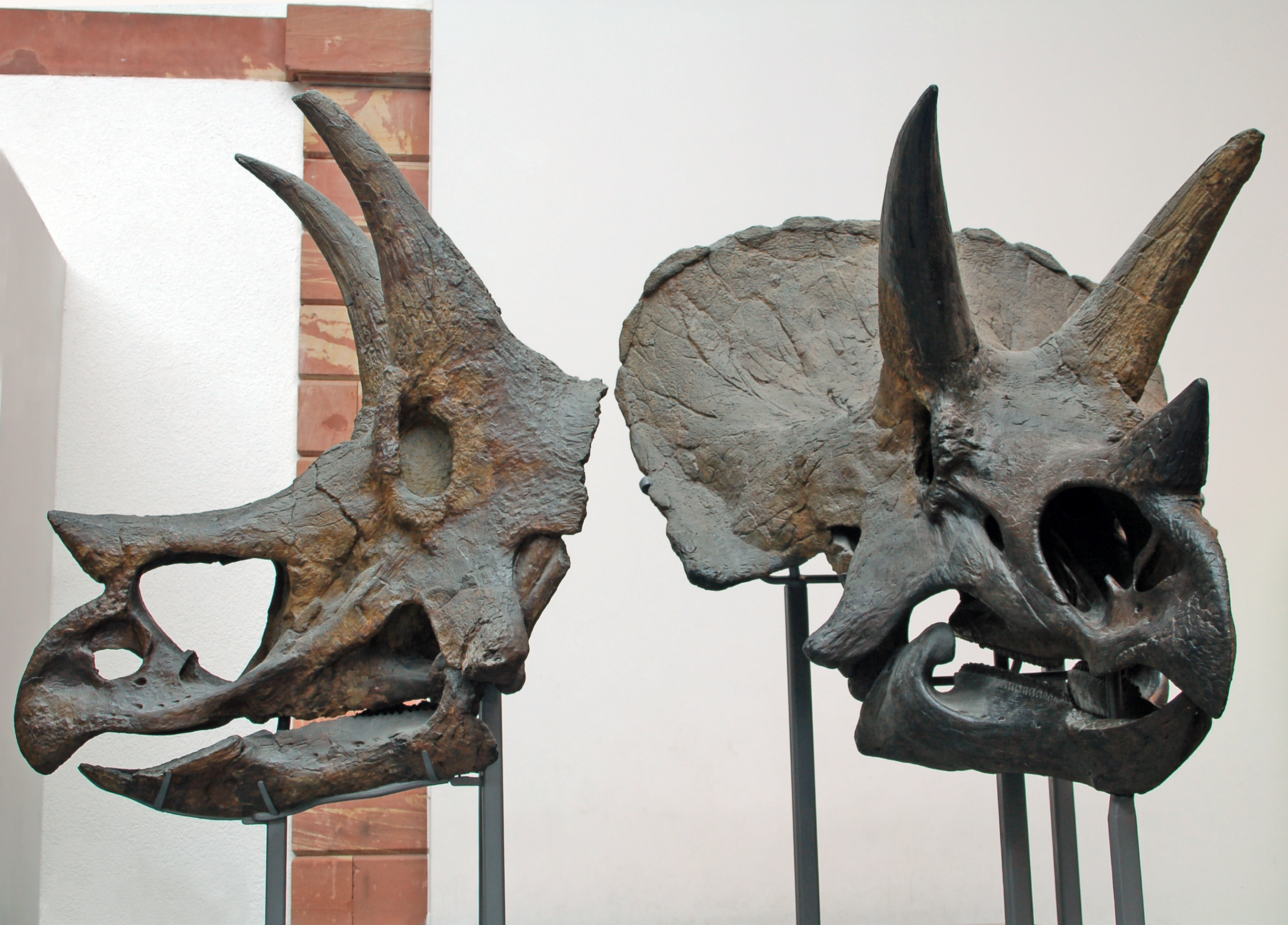
Crâne de Triceratops.

On peut également citer un Parasaurolophus avec sa crête, un Psittacosaurus avec des poils visibles sur sa queue et le contenu de son estomac également fossilisé et un Oviraptor. Les restes d'un Tyrannosaurus rex, copie de l’original présent au Museum d’Histoire Naturelle de New-York découvert au Montana 1991 et don de la BHF-Bank. Un Igunanodon bernissartensis du Crétacé inférieur, moulage d’un original de l’Institut Royal des Sciences Naturelles de Bruxelles.
Bien que le muséum soit principalement réputé pour sa collection de dinosaures, il présente aussi de nombreux spécimens d'animaux des différentes époques de la Terre. On peut y voir les fossiles découvert sur le site fossilifère de Messel : des petits mammifères, des reptiles, des poissons et un ancêtre du cheval actuel qui vivait il y a cinquante millions d'années et qui mesure soixante centimètres de haut.
Il présente également une réplique du squelette de la fameuse Lucy, un squelette presque complet d'un Australopithecus afarensis. Dans les différents étages, des cabinets historiques d'animaux naturalisés sont exposés ; parmi eux vingt exemplaires de quagga, mammifère qui a disparu en 1883.
Depuis leur réaménagement de 2003, l'exposition d'herpétologique montre la biodiversité des reptiles et des amphibiens ainsi que le thème de la conservation de l'environnement. Cette exposition est placée dans un arbre de la forêt tropicale humide pour montrer les différentes strates de ce type de forêts, du sol jusqu'à la canopée, et montre l'adaptation de la faune.
Le muséum Senckenberg propose régulièrement des conférences et des visites guidées. Son accès est, en général, gratuit.